# 弗里西亞群島

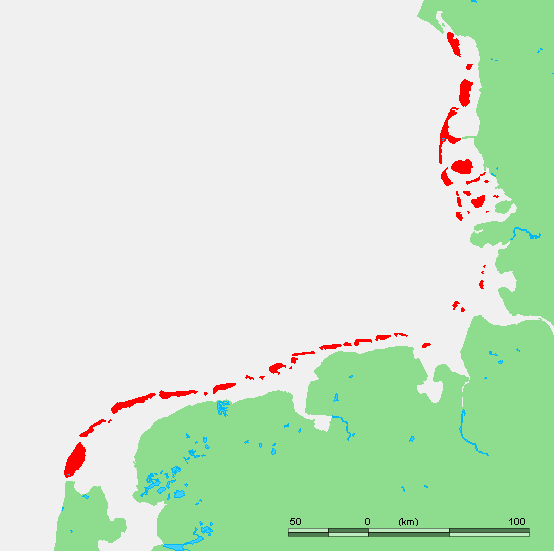
弗里西亞群島

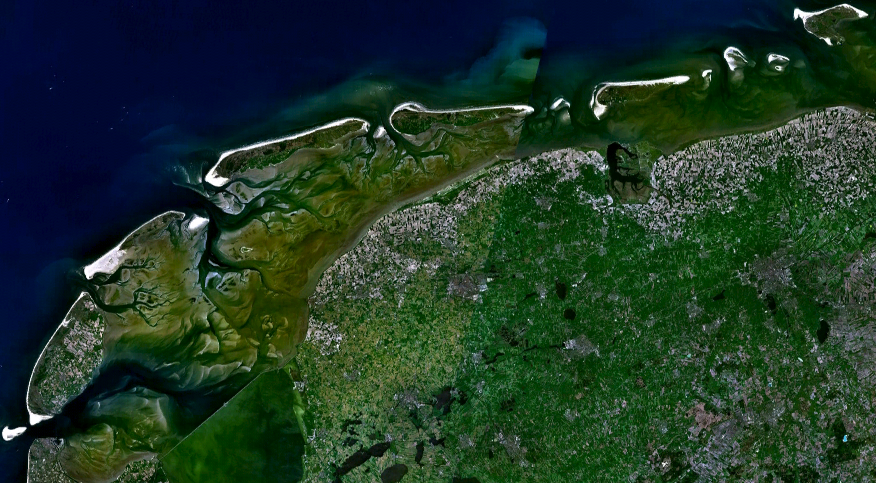
弗里西亞群島衛星圖

弗里西亞群島（德語：Friesische Inseln），又称瓦登群岛（荷蘭語：Waddeneilanden）、瓦登海群岛（丹麥語：Vadehavsøerne），是北海的一串群島。範圍從北歐大陸海岸外5—32（3.1—19.9英里）處沿荷蘭與德國海岸延伸到丹麥的日德蘭半島南部海岸。雖在地理上自成一個單元，但人們習慣把它們分為東弗里西亞群島（屬德國）、西弗里西亞群島（屬荷蘭）和北弗里西亞群島（分屬德國與丹麥）。
約在西元前7000到5000年間，北海形成了一條流往大西洋西南向出口之後，其東南走向的海岸與現今弗里西亞群島的曲線一致。週期性的下沉、暴風雨和水災形成了這個長鏈狀的島嶼；中間與歐洲大陸隔著細長的淺水帶與潮間泥平台。丹麥與德國政府都極力保護群島面海的海岸，填出海埔新生地以利耕作。這裡的海灘與休閒勝地吸引眾多遊客。